# Eccasaurus priscus
Eccasaurus priscus — вид терапсид підряду Диноцефали (Dinocephalia), що мешкав у кінці пермі. Скам'янілості знайдені у зоні Tapinocephalus у Південній Африці. Описаний по фрагментах черепа та посткраніального скелету.

## Назва
Назва перекладається як «ящер з Окка» на честь типової місцевості, де знайдений голотип виду.